# Allaire (Morbihan)
Allaire település Franciaországban, Morbihan megyében. Lakosainak száma 3906 fő (2022. január 1.). Allaire Saint-Jacut-les-Pins, Saint-Perreux, Saint-Jean-la-Poterie, Rieux, Saint-Dolay, Béganne és Saint-Gorgon községekkel határos.

## Népesség
A település népességének változása:
| Lakosok száma | 2219 | 2686 | 2990 | 3487 | 3727 | 3793 | 3854 | 3886 | 3882 | 3906 |
|               | 1968 | 1982 | 1990 | 2006 | 2013 | 2015 | 2017 | 2019 | 2020 | 2022 |